# كيكوال منجلي
كيكوال منجلي  (الاسم العلمي:Quisqualis falcata) هي نوع نباتي يتبع جنس الكيكوال من الفصيلة القمبريطية. 